# Uvaria boniana
Uvaria boniana là loài thực vật có hoa thuộc họ Na. Loài này được Finet & Gagnep. miêu tả khoa học đầu tiên năm 1906.